# 허영인
허영인(許英寅, 1949년 5월 17일~)은 대한민국의 기업인이다.

## 상훈
- 1979년: 국무총리표창[1]
- 1984년: 상공부 장관표창[1]
- 1992년: 재무부 장관표창[1]
- 2000년: 국민훈장 석류장[1]
- 2008년: 제1회 서울대학교 발전공로상[1]
- 2010년: 공로훈장 오피시에[1]
- 2012년: 훈장 슈발리에[1]

## 같이 보기
- 제빵왕 김탁구